# 대정서초등학교
대정서초등학교는 대한민국 제주특별자치도 서귀포시에 있는 공립 초등학교이다.

## 학교 연혁
- 1960년 4월 29일 : 대정교 일과 분교장 설립(2학급)
- 1968년 12월 17일 : 대정서초등학교 인가(6학급)
- 1969년 4월 26일 : 개교
- 1992년 3월 19일 : 유치원 교실 신축
- 2014년 9월 1일 : 제16대 현정열 교장 부임
- 2015년 2월 13일 : 제46회 졸업 (누계 1954명)

## 참고 자료
- 대정서초등학교 - 한국교육학술정보원 학교알리미